# Выселок (Новоушицкий район)
Выселок (укр. Виселок) — село в Новоушицком районе Хмельницкой области Украины.
Население по переписи 2001 года составляло 76 человек. Почтовый индекс — 32630. Телефонный код — 3847. Занимает площадь 0,384 км². Код КОАТУУ — 6823382502.

## Местный совет
32630, Хмельницкая область, Новоушицкий район, с. Замехов